# Yvonne Griley i Martínez
Yvonne Griley i Martínez   (Barcelona, 25 de gener de 1964) és una professora de llengua catalana i política catalana. Des del 8 de juny de 2021 és la directora general d'Afers Religiosos de la Generalitat de Catalunya. Des del 18 de gener de 2011 fins al 8 de gener de 2013, fou la directora general de política lingüística del govern català. Es va llicenciar en filologia hispànica i en lingüística aplicada a la Universitat de Barcelona. A més també obtingué màster en Funció Gerencial a les Administracions Públiques d'ESADE.
Griley milità a Convergència Democràtica de Catalunya (CDC) des del 1992, inicialment a Barcelona i després a Sant Fost de Campsentelles, on resideix. Formà part del Comitè Executiu Comarcal del Vallès Oriental i del Consell Nacional de CDC, dins el qual fou membre de la comissió de seguiment dels acords del Congrés de CDC. Va ser secretària comarcal de Convergència per la Igualtat i membre de la Secretaria de Cultura de CDC, dins la qual va coordinar els temes de política i normalització lingüística i va ser promotora, activista i vehiculadora d'iniciatives de reconeixement de la llengua catalana a nivell estatal i europeu. També participà activament en la configuració del programa de la Declaració de Barcelona sobre temes lingüístics i culturals, juntament amb representants del Partit Nacionalista Basc (PNB) i el Bloc Nacionalista Gallec (BNG) a Euskadi i Galícia. Membre de la Junta directiva d'Òmnium Cultural al Vallès Oriental i sòcia de l'entitat Plataforma per la Llengua.
Fou sotsdirectora general de Política Lingüística del 1996 al 2004. A més també fou vicepresidenta de la subcomissió de Cultura de l'Assemblea de les Regions d'Europa (ARE) fins al juliol de 2004; membre del consell d'administració del Consorci de Terminologia de Catalunya (TERMCAT) fins al 2004 i membre i vicepresidenta del consell d'administració del Consorci per a la Normalització Lingüística i secretària del Consell Social de la Llengua Catalana. També fou impulsora i organitzadora del programa "Voluntaris per la Llengua", un programa que té per objectiu que les persones estrangeres puguin aprendre la llengua catalana, mitjançant converses periòdiques amb voluntaris.
Des del març del 2014 és consellera del Consell de l'Audiovisual de Catalunya (CAC) on exerceix les responsabilitats següents: coordinadora de la Comissió de Continguts; coordinadora adjunta de la Comissió de Relacions amb la Societat i Educació en Comunicació Audiovisual; presidenta adjunta de la Mesa per a la Diversitat en l'Audiovisual i presidenta adjunta del Fòrum d'entitats de persones usuàries de l'audiovisual.
És sòcia, entre altres entitats, d'Òmnium Cultural, del qual va ser membre de la Junta directiva; de Plataforma per la Llengua i del Cercle d'Agermanament Occitano-Català (CAOC).